# 846
| 846                |
| ------------------ |
| Dødsfald - Fødsler |
|                    |

| Gregoriansk kalender | 846 DCCCXLVI            |
| Ab urbe condita      | 1599                    |
| Armensk kalender     | 295 ԹՎ ՄՂԵ              |
| Kinesiske kalender   | 3542 – 3543 乙丑 – 丙寅 |
| Etiopisk kalender    | 838 – 839               |
| Jødisk kalender      | 4606 – 4607             |
| Hindukalendere       |                         |
| - Vikram Samvat      | 901 – 902               |
| - Shaka Samvat       | 768 – 769               |
| - Kali Yuga          | 3947 – 3948             |
| Iransk kalender      | 224 – 225               |
| Islamisk kalender    | 231 – 232               |

Se også 846 (tal)

## Født
- Rollo, dansk vikingehøvding (årstal usikkert) (død ca. 932/933)

## Dødsfald
| År | Spire Denne artikel om et år, årti, århundrede eller årtusinde er en spire som bør udbygges. Du er velkommen til at hjælpe Wikipedia ved at udvide den. |